# Jhon Mero
Jhon Jairo Mero Reasco (Shushufindi, Ecuador; 21 de agosto de 1994) es un futbolista ecuatoriano. Juega como portero y su equipo actual es Técnico Universitario de la Serie A de Ecuador.

## Estadísticas

### Clubes
Actualizado al último partido disputado el 7 de julio de 2025.
| Club                            | Div.          | Temporada     | Liga  | Liga  | Copas nacionales | Copas nacionales | Copas internacionales | Copas internacionales | Total | Total |
| Club                            | Div.          | Temporada     | Part. | Goles | Part.            | Goles            | Part.                 | Goles                 | Part. | Goles |
| ------------------------------- | ------------- | ------------- | ----- | ----- | ---------------- | ---------------- | --------------------- | --------------------- | ----- | ----- |
| Rocafuerte F. C. · Ecuador      | 3.ª           | 2013          | 10    | 0     | —                | —                | —                     | —                     | 10    | 0     |
| Rocafuerte F. C. · Ecuador      | 3.ª           | 2014          | 5     | 0     | —                | —                | —                     | —                     | 5     | 0     |
| Rocafuerte F. C. · Ecuador      | Total club    | Total club    | 15    | 0     | 0                | 0                | 0                     | 0                     | 15    | 0     |
| Guayaquil F. C. · Ecuador       | 3.ª           | 2017          | 7     | 0     | —                | —                | —                     | —                     | 7     | 0     |
| Guayaquil F. C. · Ecuador       | Total club    | Total club    | 7     | 0     | 0                | 0                | 0                     | 0                     | 7     | 0     |
| Deportivo Cuenca · Ecuador      | 1.ª           | 2022          | 1     | 0     | 1                | 0                | —                     | —                     | 2     | 0     |
| Deportivo Cuenca · Ecuador      | Total club    | Total club    | 1     | 0     | 1                | 0                | 0                     | 0                     | 2     | 0     |
| Técnico Universitario · Ecuador | 1.ª           | 2024          | 0     | 0     | 0                | 0                | 0                     | 0                     | 0     | 0     |
| Técnico Universitario · Ecuador | 1.ª           | 2025          | 13    | 0     | 0                | 0                | 0                     | 0                     | 13    | 0     |
| Técnico Universitario · Ecuador | Total club    | Total club    | 13    | 0     | 0                | 0                | 0                     | 0                     | 13    | 0     |
| Total carrera                   | Total carrera | Total carrera | 36    | 0     | 1                | 0                | 0                     | 0                     | 37    | 0     |
| 1.                              |               |               |       |       |                  |                  |                       |                       |       |       |

### Participaciones internacionales
| Copa                   | Club   | Resultado        |
| ---------------------- | ------ | ---------------- |
| Copa Libertadores 2019 | Emelec | Octavos de final |

## Palmarés

### Campeonatos nacionales
| Título             | Club   | País    | Año  |
| ------------------ | ------ | ------- | ---- |
| Serie A de Ecuador | Emelec | Ecuador | 2017 |